# Wüstwillenroth
Wüstwillenroth ist ein Ortsteil der Gemeinde Birstein im hessischen Main-Kinzig-Kreis.

## Geographie
Der Ort liegt im unteren Vogelsberg nördlich von Birstein. Durch den Ort verläuft die Bundesstraße 276. Entlang des Ortes verlief die 1967 stillgelegte Vogelsberger Südbahn, auf deren Trasse der Vogelsberger Südbahnradweg gebaut wurde.

## Geschichte

### Ortsgeschichte
Die früheste bekannte urkundliche Erwähnung von Wüstwillenroth unter dem Namen „Wylnrodt“ weist in das Jahr 1488. Die Schreibweise des Ortsnamens lautete im Jahre 1514 Wostenwilnrot, und in der Niveaukarte des Kurfürstentums Hessen 1840–1861 ist Wüstwüllenrod dokumentiert, bevor es zur heutigen Schreibweise kam. 
Das Dorf kam 1816 nach dem Wiener Kongress vom Fürstentum Isenburg-Birstein zum Kurfürstentum Hessen und mit der preußischen Annexion Kurhessens 1866 an Preußen.
Im Jahre 1939 gehörte der Ort zum Landkreis Gelnhausen und hatte 184 Einwohner.
Im Zuge der Gebietsreform in Hessen fusionierten zum 1. Juli 1971 die bis dahin selbständigen Gemeinden Lichenroth, Mauswinkel, Wüstwillenroth, Wettges und Völzberg freiwillig zur neuen Gemeinde Oberland. Bereits im Mai 1972 wurde von Seiten der hessischen Landesregierung ein Anhörungsverfahren eingeleitet mit dem Ziel, den Zusammenschluss der bisherigen Gemeinden Birstein (mit Ortsteilen), Katholisch-Willenroth und Oberland zu einer neuen Großgemeinde herbeizuführen. Die Eingliederung der Gemeinde Oberland in die Gemeinde Birstein erfolgte schließlich kraft Landesgesetz mit Wirkung vom 1. Juli 1974. Für Wüstwillenroth, wie für alle eingegliederten ehemals eigenständigen Gemeinden von Birstein, wurde ein Ortsbezirk gebildet.

### Verwaltungsgeschichte im Überblick
Die folgende Liste zeigt die Staaten und Verwaltungseinheiten, denen Wüstwillenroth angehört(e):
- vor 1806: Heiliges Römisches Reich, Fürstentum Isenburg-Birstein, Gericht Reichenbach (oder Birstein)
- ab 1806: Fürstentum Isenburg (Rheinbund),[Anm. 2] Gericht Reichenbach oder Birstein
- ab 1813: Generalgouvernement Frankfurt,[Anm. 3] Gericht Reichenbach
- ab 1815: Kaisertum Österreich,[Anm. 4] Gericht Reichenbach
- ab 1816: Kurfürstentum Hessen,[Anm. 5] Amt Wenings, Gericht Reichenbach
- ab 1821: Kurfürstentum Hessen, Kreis Salmünster[Anm. 6]
- ab 1830: Kurfürstentum Hessen, Kreis Gelnhausen
- ab 1848: Kurfürstentum Hessen, Bezirk Hanau
- ab 1851: Kurfürstentum Hessen, Kreis Gelnhausen
- ab 1867: Königreich Preußen,[Anm. 7] Provinz Hessen-Nassau, Regierungsbezirk Kassel, Kreis Gelnhausen
- ab 1871: Deutsches Reich, Königreich Preußen, Provinz Hessen-Nassau, Regierungsbezirk Kassel, Kreis Gelnhausen
- ab 1918: Deutsches Reich,[Anm. 8] Freistaat Preußen, Provinz Hessen-Nassau, Regierungsbezirk Kassel, Kreis Gelnhausen
- ab 1944: Deutsches Reich, Freistaat Preußen, Provinz Kurhessen, Landkreis Gelnhausen
- ab 1945: Amerikanische Besatzungszone,[Anm. 9] Groß-Hessen, Regierungsbezirk Wiesbaden, Landkreis Gelnhausen
- ab 1946: Amerikanische Besatzungszone, Hessen, Regierungsbezirk Wiesbaden, Landkreis Gelnhausen
- ab 1949: Bundesrepublik Deutschland, Hessen, Regierungsbezirk Wiesbaden, Landkreis Gelnhausen
- ab 1968: Bundesrepublik Deutschland, Hessen, Regierungsbezirk Darmstadt, Landkreis Gelnhausen
- ab 1971: Bundesrepublik Deutschland, Land Hessen, Regierungsbezirk Darmstadt, Landkreis Gelnhausen, Gemeinde Oberland
- ab 1974: Bundesrepublik Deutschland, Land Hessen, Regierungsbezirk Darmstadt, Main-Kinzig-Kreis, Gemeinde Birstein

## Bevölkerung
Einwohnerstruktur 2011
Nach den Erhebungen des Zensus 2011 lebten am Stichtag dem 9. Mai 2011 in Wüstwillenroth 267 Einwohner. Darunter waren 3 (1,1 %) Ausländer. Nach dem Lebensalter waren 39 Einwohner unter 18 Jahren, 104 zwischen 18 und 49, 60 zwischen 50 und 64 und 54 Einwohner waren älter. Die Einwohner lebten in 114 Haushalten. Davon waren 30 Singlehaushalte, 33 Paare ohne Kinder und 36 Paare mit Kindern, sowie 12 Alleinerziehende und 3 Wohngemeinschaften. In 21 Haushalten lebten ausschließlich Senioren und in 72 Haushaltungen lebten keine Senioren.
Einwohnerentwicklung
- 1514: 4 Haushaltungen[1]
- 1551: 8 Haushaltungen[1]

| Wüstwillenroth: Einwohnerzahlen von 1834 bis 2023 | Wüstwillenroth: Einwohnerzahlen von 1834 bis 2023 | Wüstwillenroth: Einwohnerzahlen von 1834 bis 2023 | Wüstwillenroth: Einwohnerzahlen von 1834 bis 2023 | Wüstwillenroth: Einwohnerzahlen von 1834 bis 2023 |
| --- | ------------------------------------------------- | ------------------------------------------------- | ------------------------------------------------- | ------------------------------------------------- |
| Jahr |                                                   |                                                   |                                                   | Einwohner                                         |
| 1834 | 1834                                              |                                                   | 196                                               | 196                                               |
| 1840 | 1840                                              |                                                   | 184                                               | 184                                               |
| 1846 | 1846                                              |                                                   | 171                                               | 171                                               |
| 1852 | 1852                                              |                                                   | 148                                               | 148                                               |
| 1858 | 1858                                              |                                                   | 155                                               | 155                                               |
| 1864 | 1864                                              |                                                   | 168                                               | 168                                               |
| 1871 | 1871                                              |                                                   | 156                                               | 156                                               |
| 1875 | 1875                                              |                                                   | 153                                               | 153                                               |
| 1885 | 1885                                              |                                                   | 170                                               | 170                                               |
| 1895 | 1895                                              |                                                   | 169                                               | 169                                               |
| 1905 | 1905                                              |                                                   | 183                                               | 183                                               |
| 1910 | 1910                                              |                                                   | 200                                               | 200                                               |
| 1925 | 1925                                              |                                                   | 192                                               | 192                                               |
| 1939 | 1939                                              |                                                   | 184                                               | 184                                               |
| 1946 | 1946                                              |                                                   | 311                                               | 311                                               |
| 1950 | 1950                                              |                                                   | 293                                               | 293                                               |
| 1956 | 1956                                              |                                                   | 229                                               | 229                                               |
| 1961 | 1961                                              |                                                   | 227                                               | 227                                               |
| 1967 | 1967                                              |                                                   | 247                                               | 247                                               |
| 1970 | 1970                                              |                                                   | 239                                               | 239                                               |
| 1980 | 1980                                              |                                                   | ?                                                 | ?                                                 |
| 1990 | 1990                                              |                                                   | ?                                                 | ?                                                 |
| 2000 | 2000                                              |                                                   | ?                                                 | ?                                                 |
| 2011 | 2011                                              |                                                   | 267                                               | 267                                               |
| 2023 | 2023                                              |                                                   | 290                                               | 290                                               |
| Datenquelle: Historisches Gemeindeverzeichnis für Hessen: Die Bevölkerung der Gemeinden 1834 bis 1967. Wiesbaden: Hessisches Statistisches Landesamt, 1968. Weitere Quellen: LAGIS; Gemeinde Birstein; Zensus 2011 |                                                   |                                                   |                                                   |                                                   |

Historische Religionszugehörigkeit
| • 1885: | 166 evangelische (= 97,65 %), 4 jüdische (= 2,35 %) Einwohner      |
| • 1961: | 194 evangelische (= 85,46 %), 33 katholische (= 14,54 %) Einwohner |

## Politik
Für Wüstwillenroth besteht ein Ortsbezirk (Gebiete der ehemaligen Gemeinde Wüstwillenroth) mit Ortsbeirat und Ortsvorsteher nach der Hessischen Gemeindeordnung.
Der Ortsbeirat besteht aus fünf Mitgliedern. Bei den Kommunalwahlen in Hessen 2021 betrug die Wahlbeteiligung zum Ortsbeirat 58,6 %. Alle Kandidaten gehörten der „Einheitsliste Wüstwillenroth“ an. Der Ortsbeirat wählte Martin Alt zum Ortsvorsteher.

## Kulturdenkmäler
Siehe: Liste der Kulturdenkmäler in Birstein-Wüstwillenroth

## Vereine
- Dart-Club Schlappe 301 e.V.
- Förderverein der KSG Wüstwillenroth / Lichenroth
- Frauenkreis Wüstwillenroth
- Freiwillige Feuerwehr Wüstwillenroth
- Gemischter Chor
- Imkerverein Oberland
- KSG Wüstwillenroth / Lichenroth

## Persönlichkeiten
- Christian Günther (1886–1953), Politiker, geboren und gestorben in Wüstwillenroth